# Ядерный снаряд

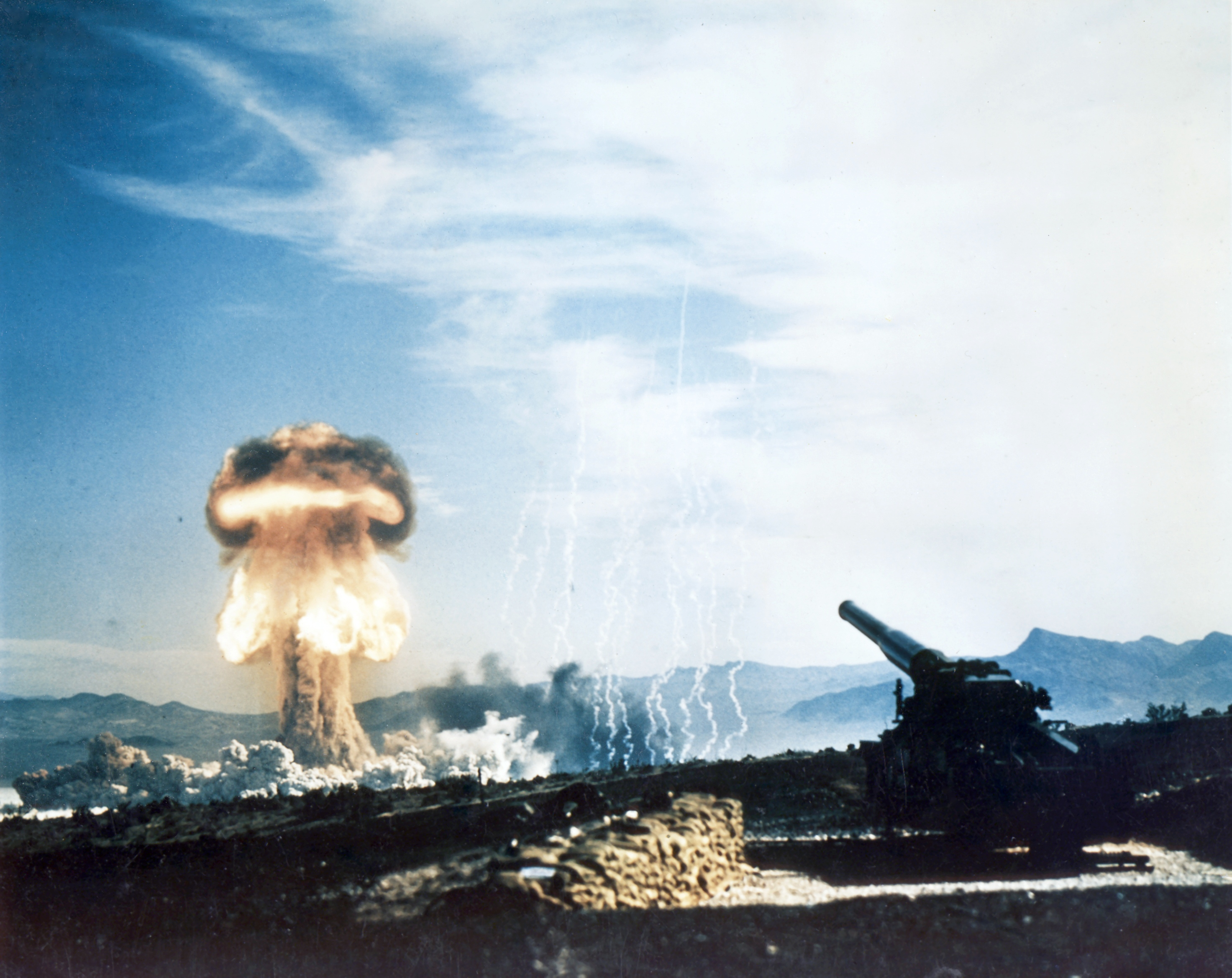
Выстрел из «ядерной пушки» M65 — испытание ядерного снаряда для ствольной артиллерии

Ядерный снаряд — боеприпас для нанесения тактического ядерного удара по крупным целям и скоплениям сил противника. Наиболее эффективное и разрушительное средство, доступное артиллерии. Данные боеприпасы есть у большинства ядерных держав, в том числе у США и России.

## Ядерные снаряды России
| Тип снаряда                         | Применяется | Примечание |
| ----------------------------------- | --- | --- |
| 406-мм ядерный снаряд «Конденсатор» | Для пушки СМ-54 (2А3 «Конденсатор»)                                                                                               | Экспериментальный, не пошёл в серию |
| 420-мм ядерная мина «Трансформатор» | Самоходная 420-мм миномётная установка 2Б1 «Ока́»                                                                                  | Экспериментальный, не пошёл в серию |
| 152-мм ядерный снаряд 3БВ3          | САУ: 2С19 Мста-С, 2С3 Акация; 152-мм пушка-гаубица Д-20, 2С5 Гиацинт.                                                             | Мощность ядерного заряда 2,5 кт в тротиловом эквиваленте, дальность выстрела 17,4 км. Разработан РФЯЦ-ВНИИТФ им. академика Е. И. Забабахина в городе Снежинске. |
| 180-мм снаряд ЗБВ1                  | 180-мм пушка С-23; МК-3-180 (береговая артиллерия, ранее флот)                                                                    | Дальность выстрела до 45 км. |
| 203-мм снаряд 3БВ2                  | САУ 2С7 «Пион», 203-мм гаубица Б-4М (Индекс ГРАУ — 52-Г-625М)                                                                     | Дальность выстрела от 18 до 30 км. |
| 240-мм мины 3БВ4                    | 240-мм буксируемый миномёт М-240 образца 1950 года (Индекс ГРАУ — 52-М-864), 240-мм самоходная миномётная установка 2С4 «Тюльпан» | Дальность выстрела в обычном исполнении 9,5 км в активно-реактивном 18 км.                                                                                      |

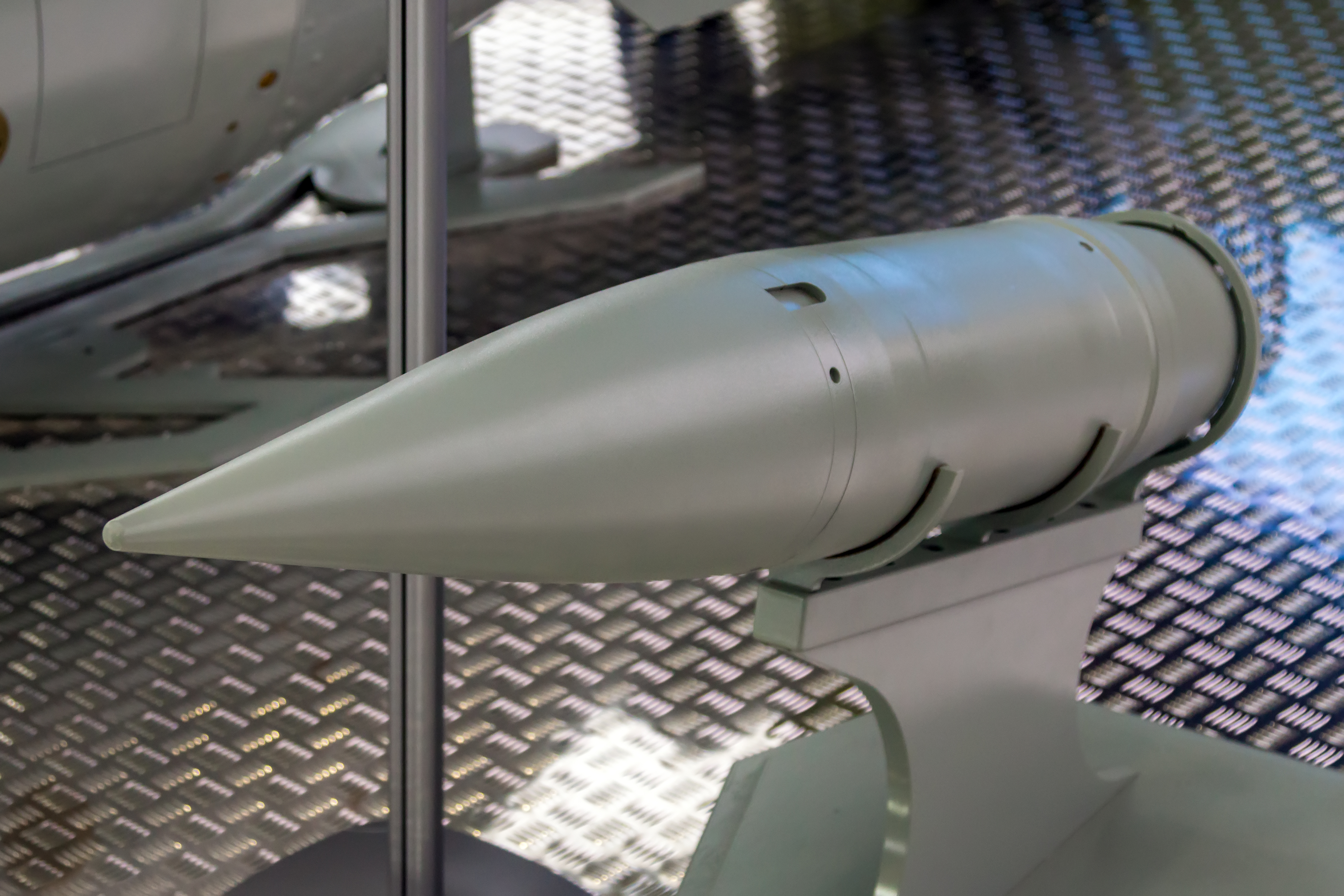
203 мм ядерный боезаряд РД5-1 для орудия Б-4М мощностью 2 килотонны в тротиловом эквиваленте.

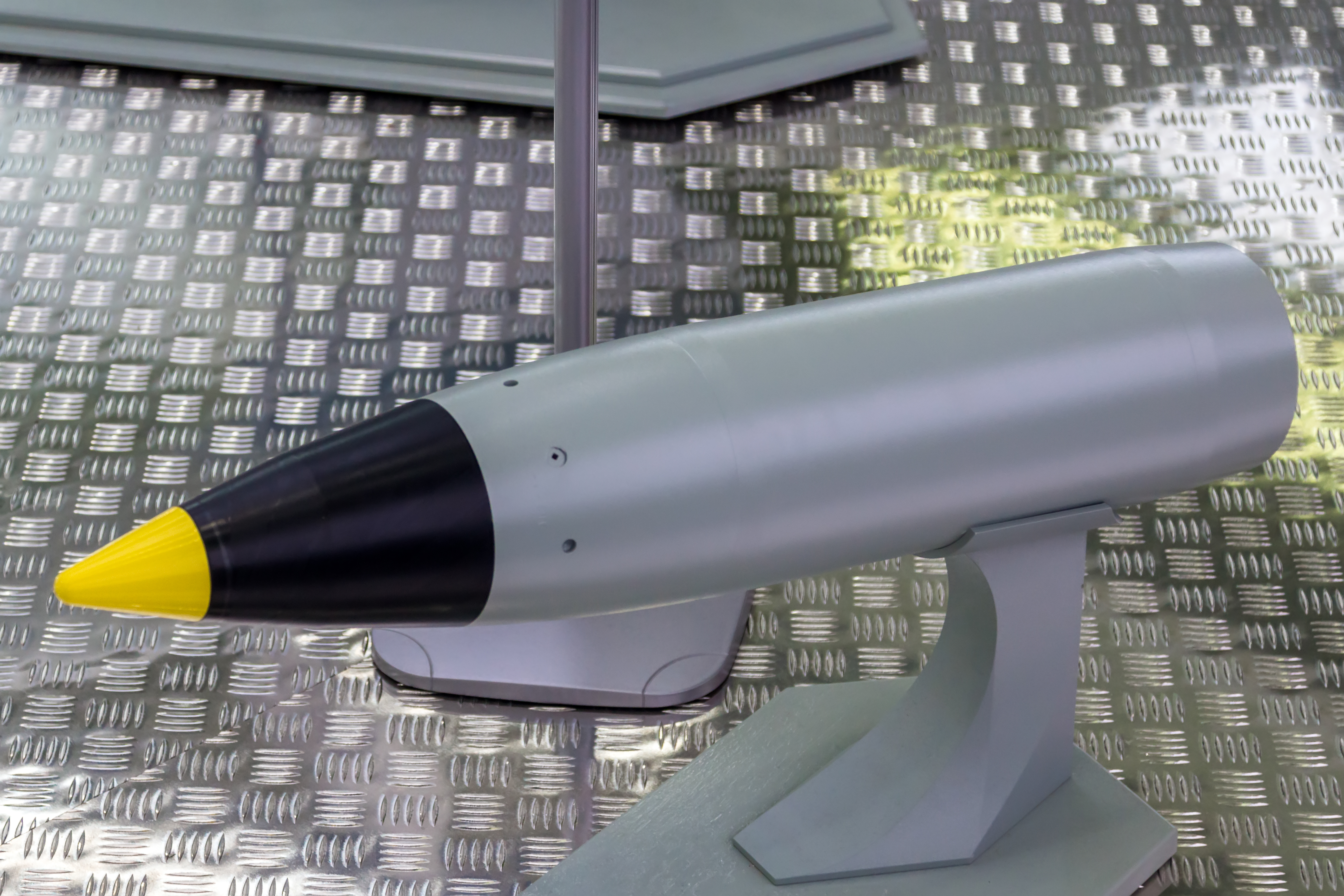
152 мм ядерный боезаряд РД4-01 для орудия Д-20 мощностью 2,5 килотонны в тротиловом эквиваленте.

Особенностью российского подхода к ядерной артиллерии является то, что спецбоеприпасы унифицированы в стандартных линейках боекомплектов и не нуждаются в специализированной адаптации для их использования. При этом, имелись свои секретные таблицы стрельбы.

## Ядерные снаряды США

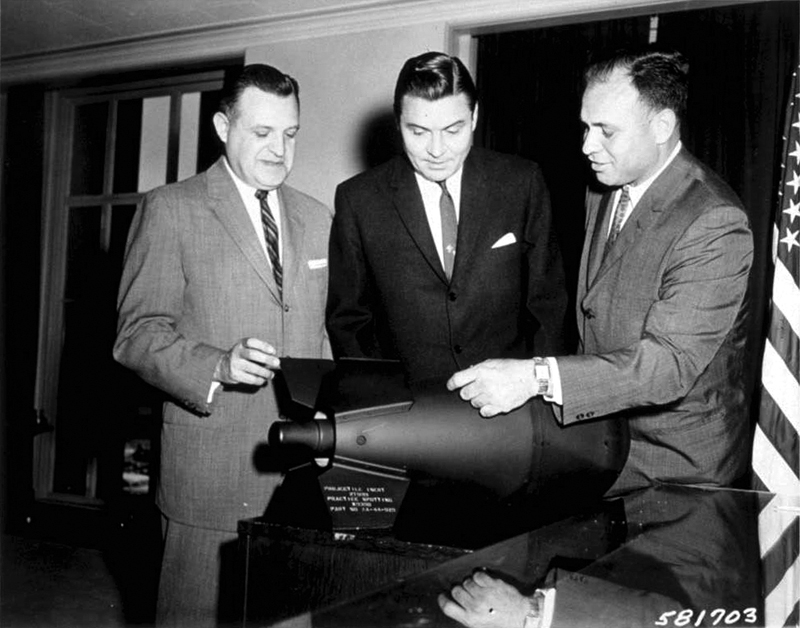
Ядерный боезаряд W54 для орудия Davy Crockett с переключаемой мощностью 10—20 тонн в тротиловом эквиваленте.

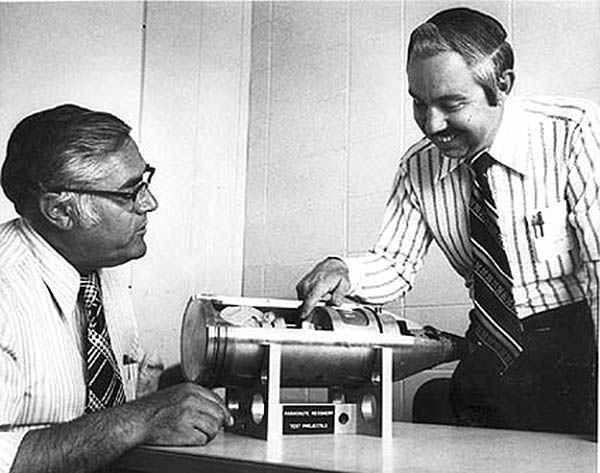
Макет 155-мм ядерного снаряда W48

- XM454[англ.] — 155-мм снаряд. Мощность ядерного заряда — 0,08 кт в тротиловом эквиваленте. В настоящее время снят с вооружения.
- XM785[англ.] — 155-мм активно-реактивный ядерный снаряд. Мощность ядерного заряда 1,5 кт в тротиловом эквиваленте.
- M422[англ.] — 203,2-мм снаряд. Мощность ядерного заряда 2 кт в тротиловом эквиваленте.
- XM753[англ.] — 203,2-мм активно-реактивный ядерный снаряд. Мощности ядерного заряда 1 кт (нейтронный снаряд с повышенным выходом начальной радиации) и 2,2 кт в тротиловом эквиваленте.

Были также, W9, W19 и W23 и др.